# Списак музичких албума објављених у 2010. години
Овај чланак садржи списак музичких албума који су објављени током 2010. године.

## Јануар
| Датум      | Извођач(и)      | Назив албума |
| ---------- | --------------- | ------------ |
| 26. јануар | Camaron Ochs    |              |
| 27. јануар | Sayuri Sugawara |              |

## Фебруар
| Датум       | Извођач(и)                      | Назив албума |
| ----------- | ------------------------------- | ------------ |
| 2. фебруар  | Nick Jonas & the Administration |              |
| 16. фебруар | Story of the Year               |              |
| 23. фебруар | Joanna Newsom                   |              |

## Јул
| Датум   | Извођач(и)        | Назив албума |
| ------- | ----------------- | ------------ |
| 13. јул | Sun Kil Moon      |              |
| 27. јул | Avenged Sevenfold |              |
| 27. јул | Decrepit Birth    |              |

## Август
| Датум      | Извођач(и)          | Назив албума |
| ---------- | ------------------- | ------------ |
| 3. август  | Secondhand Serenade |              |
| 24. август | Kevin Max           |              |